# Lac Grenon
Le lac Grenon est un lac suisse situé dans la commune de Montana, dans le canton du Valais.

## Géographie
Le lac Grenon, artificiel, situé à l'altitude 1497 mètres, a une superficie de 3,5 hectares.